# Ẩm thực Myanmar

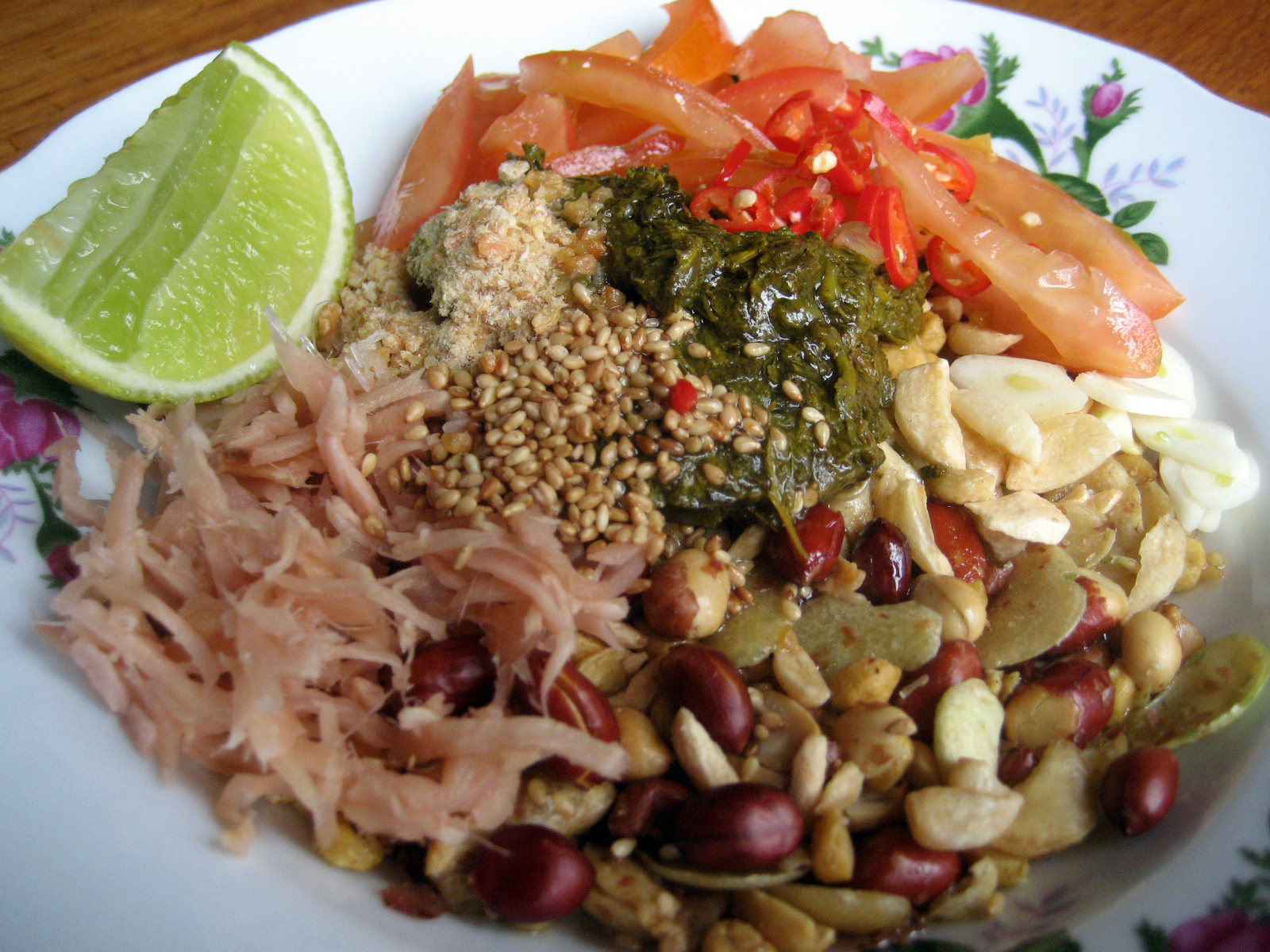
Lahpet, một món ngon phổ biến

Ẩm thực Myanmar bao gồm những món ăn từ các vùng khác nhau của Myanmar. Sự đa dạng của ẩm thực Myanmar cũng đã được đóng góp bởi vô số các dân tộc thiểu số địa phương. Người Miến là nhóm người chủ yếu, nhưng các nhóm khác bao gồm người Chin cũng có ẩm thực riêng biệt.
Ẩm thực Myanmar đặc trưng bởi việc sử dụng nhiều các sản phẩm từ cá như nước mắm và ngapi (hải sản lên men). Do vị trí địa lý của Myanmar, ẩm thực Myanmar bị ảnh hưởng bởi ẩm thực Trung Quốc, ẩm thực Ấn Độ và ẩm thực Thái Lan.
Mohinga là món ăn sáng truyền thống và là món ăn quốc gia của Myanmar. Hải sản là nguyên liệu phổ biến trong các thành phố ven biển như Sittwe, Kyaukpyu, Mawlamyaing (trước đây là Moulmein), Mergui (Myeik) và Dawei, trong khi thịt và gia cầm được sử dụng nhiều hơn ở các thành phố không có biển như Mandalay. Cá nước ngọt và tôm đã được đưa vào cách nấu ăn vùng nội địa làm một nguồn protein chính và được sử dụng theo nhiều cách: ăn tươi, muối hoặc phi lê, muối và khô, là thành tương mặn, hoặc lên men chua và ép.
Ẩm thực myanmar cũng bao gồm các loại salad (a thoke), tập trung vào một thành phần chính, từ các tinh bột như gạo, lúa mì, phở, miến và bún đến, khoai tây, gừng, cà chua, chanh Thái, đậu đũa, lahpet (lá trà muối), và ngapi (tương cá). Các loại salad này luôn phổ biến là món ăn nhanh ở các thành phố của Myanmar.
Một vần điệu phổ biến ở Miến Điện tổng hợp các món yêu thích truyền thống: "A thee ma, thayet; a thar ma, wet; a ywet ma, lahpet" (အသီးမှာသရက်၊ အသားမှာဝက်၊ အရွက်မှာလက်ဖက်။), dịch là "Trong các loại quả, xoài là tuyệt nhất; trong các loại thịt, thịt lợn là tuyệt nhất; và trong các loại lá, lá lahpet là tuyệt nhất".

## Phong tục ăn uống

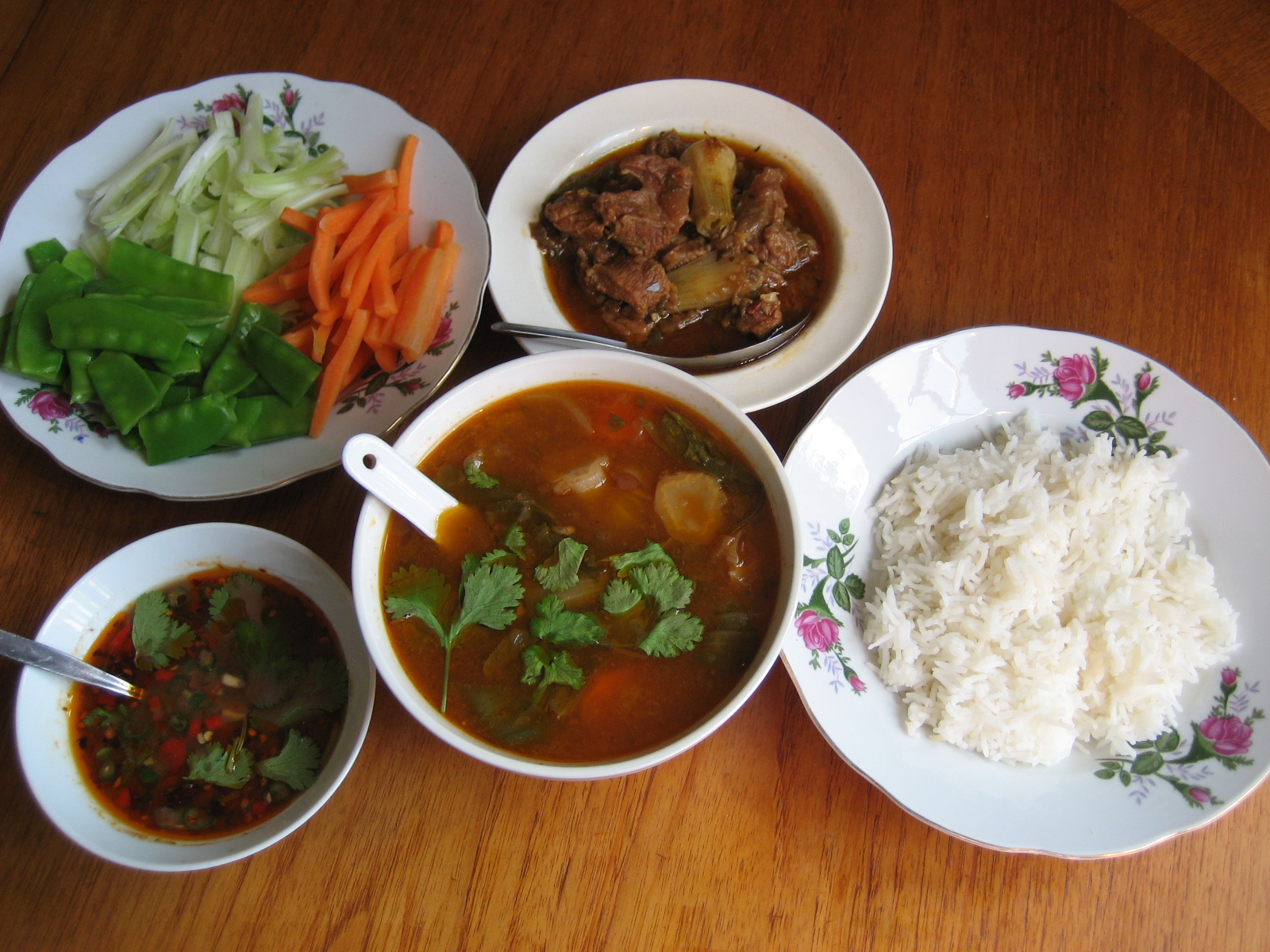
Một bữa ăn truyền thống của Myanmar

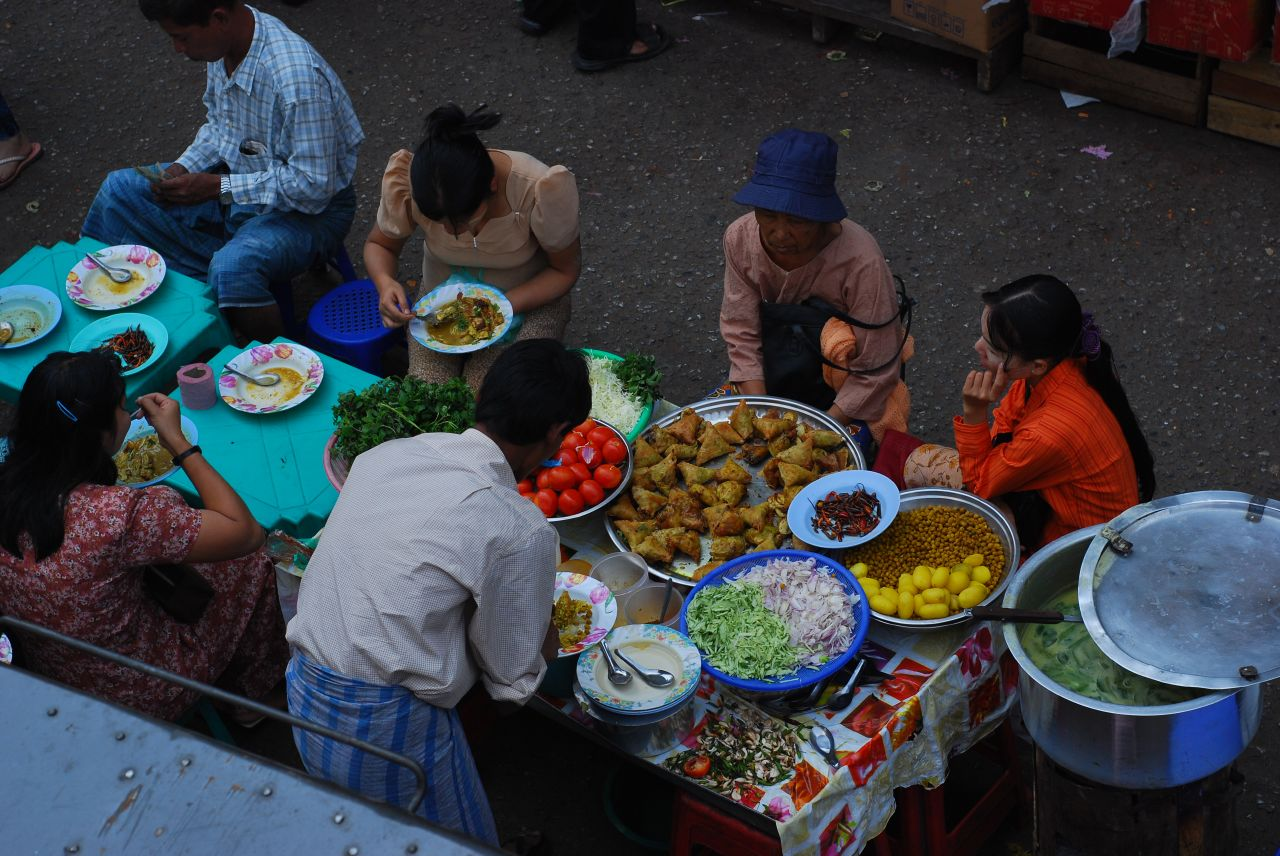
Một quán cà phê ngoài trời ở Yangon

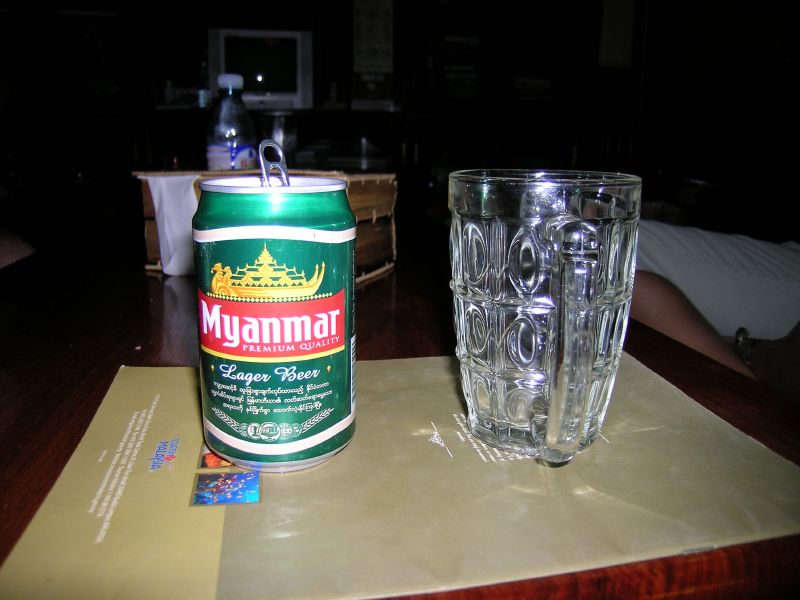
Một lon bia Lager của Myanmar mua ở Campuchia

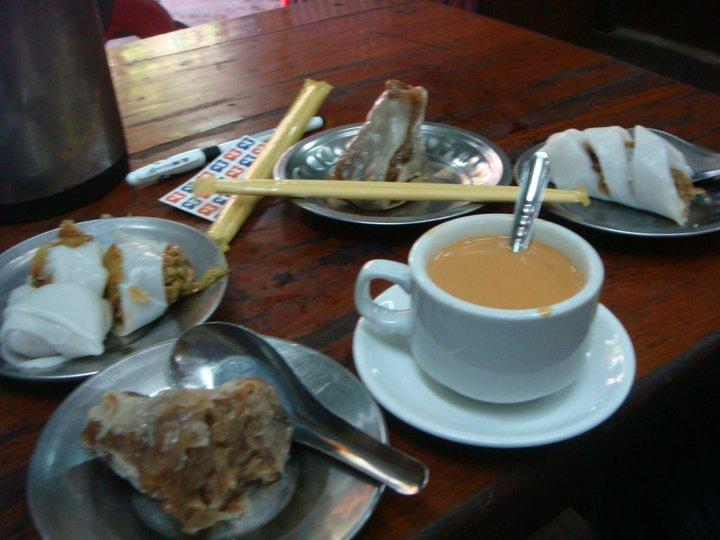
Đồ ăn ở quán trà Myanmar

Theo truyền thống, người Myanmar dùng bữa từ các món ăn đặt trên một cái bàn thấp, và ngồi trên chiếu trúc. Các món ăn được phục vụ cùng lúc. Một bữa ăn điển hình bao gồm cơm nấu là món chính ăn cùng với các món ăn kèm gọi là hin, bao gồm một món cà ri cá nước ngọt hoặc thay vào đó là một món cá khô hoặc một món cà ri thịt hoặc gia cầm, một món súp loãng gọi là hin gyo (ဟင်းချို), nếu chua thì gọi là chinyay hin (ချဉ်ရည်ဟင်း), và rau sống hoặc luộc để ăn cùng các món mặn, ở Hạ Miến luôn có một món sốt cà ri từ cá muối gọi là (ngapi yayjo). Cũng có thêm các món chiên như hành tây tẩm bột chiên cũng như cá hoặc đậu chiên.
Để tôn trọng, những người dùng bữa lớn tuổi nhất luôn được phục vụ trước khi những người khác bắt đầu; kể cả khi những người lớn tuổi vắng mặt, miếng cơm đầu đầu tiên được xới ra để riêng để bày tỏ sự tôn trọng đối với bố mẹ, một phong tục được gọi là u cha (ဦးချ, nghĩa đen là phục vụ đầu tiên).
Người Myanmar ăn bằng tay phải, viên cơm thành các viên nhỏ bằng đầu ngón tay và trộn với các loại sốt trước khi ăn. Đũa và thìa kiểu Trung Quốc được sử dụng để ăn các món mì, mặc dù mì kiểu salad thường được ăn bằng thìa bình thường. Dao và dĩa hiếm khi được sử dụng tại nhà nhưng luôn được cung cấp cho khách và có mặt tại nhà hàng và khách sạn. Đồ uống thường không được phục vụ cùng bữa ăn, thay vào đó họ thường có một bánh canh hoặc consomme được phục vụ trong một bát chung. Ngoài bữa ăn, các thức uống Myanmar gồm các loại trà xanh nhạt, yay nway gyan (ရေနွေးကြမ်း).

### Lý thuyết thực phẩm
Trong thuốc truyền thống của Myanmar, thực phẩm được chia làm hai loại: làm ấm (အပူစာ, apu za) hoặc làm lạnh (အအေးစာ, a-aye za), dựa trên tác dụng của chúng trên cơ thể người, giống như cách phân loại thực phẩm của Trung Quốc.
Ví dụ các loại thực phẩm làm ấm và làm lạnh bao gồm:
- Thực phẩm làm ấm:
  - Gà
  - Bí
  - Sầu riêng
  - Xoài
  - Sô cô la
  - Kem
- Thực phẩm làm lạnh:
  - Thịt lợn
  - Cà tím
  - Sản phẩm từ sữa
  - Dưa chuột
  - Củ cải

Thực phẩm Myanmar cũng có một số điều cấm kị và mê tín về tiêu thụ thực phẩm tại một số thời điểm trong cuộc đời mỗi người, đặc biệt là lúc mang thai. Ví dụ, phụ nữ mang thai không được ăn ớt (vì niềm tin rằng nó làm cho trẻ em có mái tóc thưa thớt).

## Chế biến

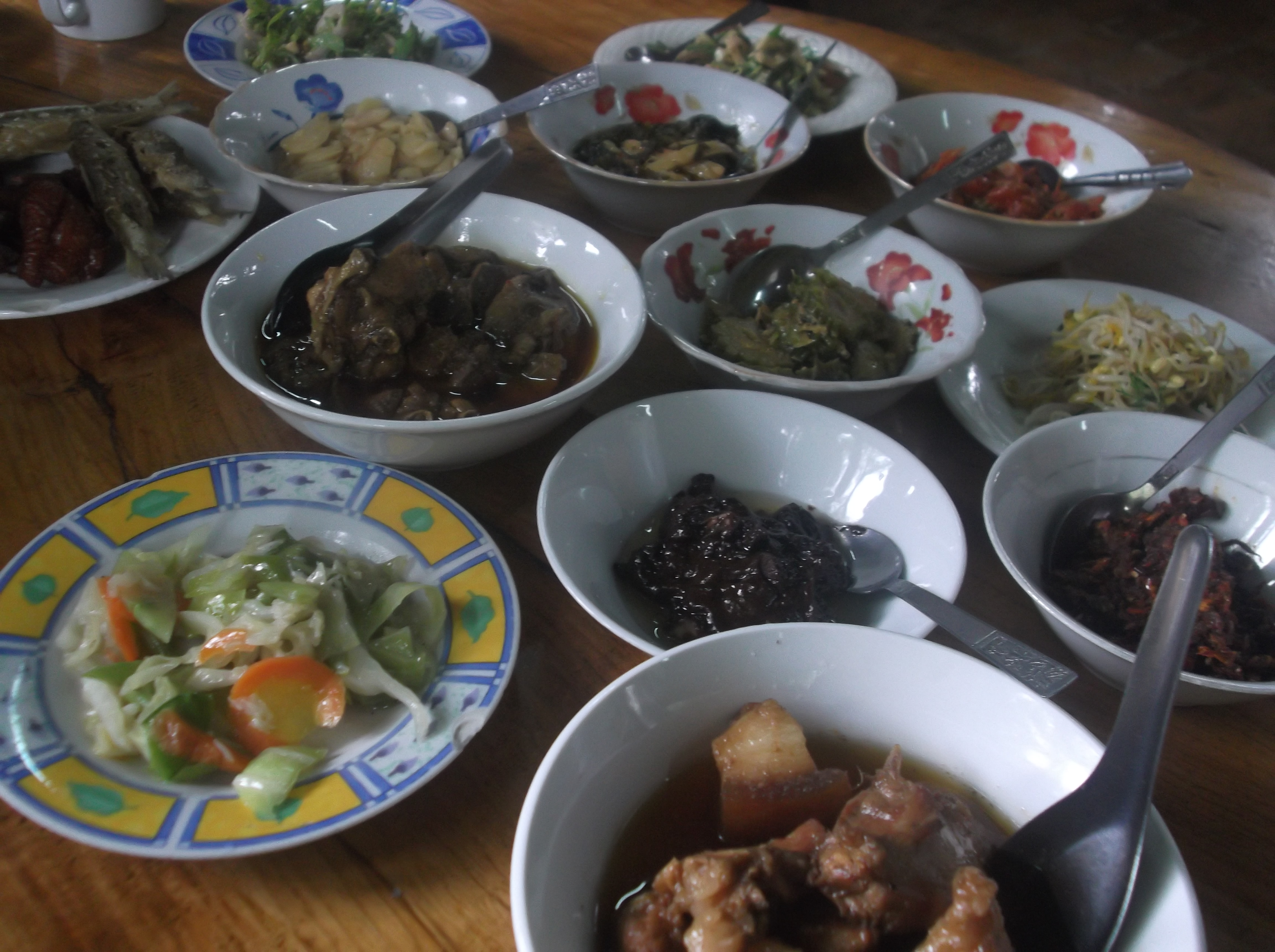
Bữa trưa truỳen thống Myanmar

Các món Myanmar không được nấu với các công thức cụ thể. Việc sử dụng các nguyên liệu có thể thay đổi, nhưng việc tính giờ chính xác là quan trọng nhất. Một trong  số ít những quyển sách nấu ăn thời tiền thuộc địa là Sadawset Kyan (စားတော်ဆက်ကျမ်း, nghĩa là Bài luận về Thực phẩm Hoàng gia), viết lên lá cọ năm 1866 trong triều Konbaung.
Tùy thuộc vào món ăn, nó có thể được rang, hầm, rán, hấp, nướng lò, nướng than hoặc kết hợp của những kỹ thuật này. Cà ri Myanmar chỉ sử dụng vừa phải gia vị (so với phiên bản của Ấn Độ) và sử dụng nhiều tỏi và gừng hơn. các món được chế biến với nhiều dầu trong trường hợp của cà ri và canh, và mức độ gia vị và rau thơm phụ thuộc vào từng khu vực; cà ri của người Kachin và Shan thường sử dụng nhiều rau thơm hơn.

## Nguyên liệu
Nguyên liệu được sử dụng trong các món ăn Myanmar thường tươi. Các loại rau quả được sử dụng trong nhiều món. Người Myanmar ăn rất nhiều rau quả và tất cả các loại thịt. Một loại rau rất phổ biến là danyin thi, nó thường được luộc hoặc rang và nhúng vào muối, dầu và đôi khi còn nấu với dầu dừa.

### Tinh bột
Tinh bột phổ biến nhất (thực phẩm thiết yếu) ở Myanmar là gạo trắng hoặc htamin (ထမင်း), nó được dùng cùng với các món thịt được gọi là hin (ဟင်း). Paw hsan hmwe (ပေါ်ဆန်းမွှေး), gạo thơm là loại gạo phổ biến nhất ở Myanmar và nó được đánh giá cao như as Thai gạo thơm hoa nhài hoặc gạo Basmati. Ngày nay, Myanmar là nhà sản xuất gạo lớn thứ sáu thế giới, mặc dù gần đây ít gạo được xuất khẩu hơn và thậm chỉ không đủ cho nhu cầu nội địa.
Gạo nếp, gọi là kauk hnyin (ကောက်ညှင်း, từ tiếng Shan kao niew ၶဝ်ႈၼဵဝ်) cũng rất phổ biến. Một loại màu tím gọi là nga cheik (ငချိတ်), là một món ăn sáng phổ biến. Các loại mì cũng được sử dụng trong salad và súp. Thông thường, bún và phở thường được nấu với nước, các loại mì dày từ gạo mà lúa mì được sử dụng trong salad. Palata (ပလာတာ), một loại bánh mì dẹt rán có liên quan đến món paratha của Ấn Độ, thường được ăn với cà ri thịt trong khi  bánh mì dẹt nan bya (နံပြား) thường được dùng cùng với các món Ấn Độ. Một loại bánh mì rán được ưa thích khác là aloo poori (အာလူးပူရီ), ăn với cà ri khoai tây.

### Ngapi
Ngapi (ငပိ), một loại tương từ tôm muối, lên men được coi là nền tảng của bất cứ bữa ăn Myanmar nào.  Nó được sử dụng một cách linh hoạt vì nó được sử dụng trong nước dùng, salad, các món ăn chính và gia vị. Độ phổ biến của từng loại phụ thuộc vào từng vùng.
Ngapi của vùng Rakhine có rất ít hoặc không có muối, và sử dụng cá biển. Nó là cơ sở của nước dùng cho ẩm thực 'quốc gia' của Rakhine, mont di (မုန့်တီ). Nó cũng được sử dụng rộng rãi để nấu rau, cá và cả thịt.
Ở vùng ven biển Ayeyarwady và Tanintharyi, phần lớn ngapi dựa vào cá nước ngọt, với rất nhiều muối. Ngapi cũng được sử dụng làm gia vị như ngapi yay (ငပိရည်), một phần quan trọng của ẩm thực Karen, nó bao gồm ngapi loãng, gia vị và rau luộc. Ở vùng Shan, ngapi được làm từ đỗ lên men, và được sử dụng để làm cả tạo hương vị và gia vị trong ẩm thực Shan.

### Gia vị
Ẩm thực Myanmar có đủ các vị, từ ngọt, chua đến mặn. Loại phổ biến nhất là xoài muối, balachaung (tôm và ngapi khô) và ngapi gyaw (ngapi chiên) và rau bảo quản trong rượu gạo (từ vùng Shan). Ngapi đóng một vai trò quan trọng, làm nước chấm cho rau sống.
Đỗ lên men, gọi là pè ngapi, từ vùng Shan đóng vai trò quan trọng trong ẩm thực Shan. Bim bim ngapi đỗ khô được dùng làm gia vị trong nhiều món Shan.
Một loại gia vị từ đỗ khác phổ biến với người Miến và vùng trung khô hạn là pon ye gyi (ပုန်းရည်ကြီး) - một loại tương đen đặc mặn từ đậu nành lên men. Nó được sử dụng trong nấu nước, được biệt là thịt lợn, và làm một loại salad, với dầu hạt dẻ, hành tây thái và ớt đỏ. Bagan là một nhà sản xuất quan trọng của pon ye gyi.

### Hoa quả
Myanmar có nhiều loại hoa quả, và hầu hết đều có nguồn gốc nhiệt đới. Tuy nhiên, một số loại hoa quả phương Tây nổi bật như dâu cũng phổ biến. Sầu riêng, ổi, và các loại quả khác cũng thường được dùng làm món tráng miệng. Các loại quả khác bao gồm xoài, chuối, mít, mận mơ, quả vải, đu đủ, bưởi, dưa hấu, lựu, măng cụt, na và chôm chôm.

## Các món nổi bật
Bởi vì không có hệ thống chuẩn hóa tiếng La Tinh hóa cho tiếng Myanmar, cách phát âm các món sau được phỏng chừng sử dụng IPA có sẵn (xem IPA cho tiếng Myanmar).

### Kiểu Myanmar
- Gyin thohk (ဂျင်းသုပ်‌ [dʒɪ́ɴ θoʊʔ]), salad gừng với vừng

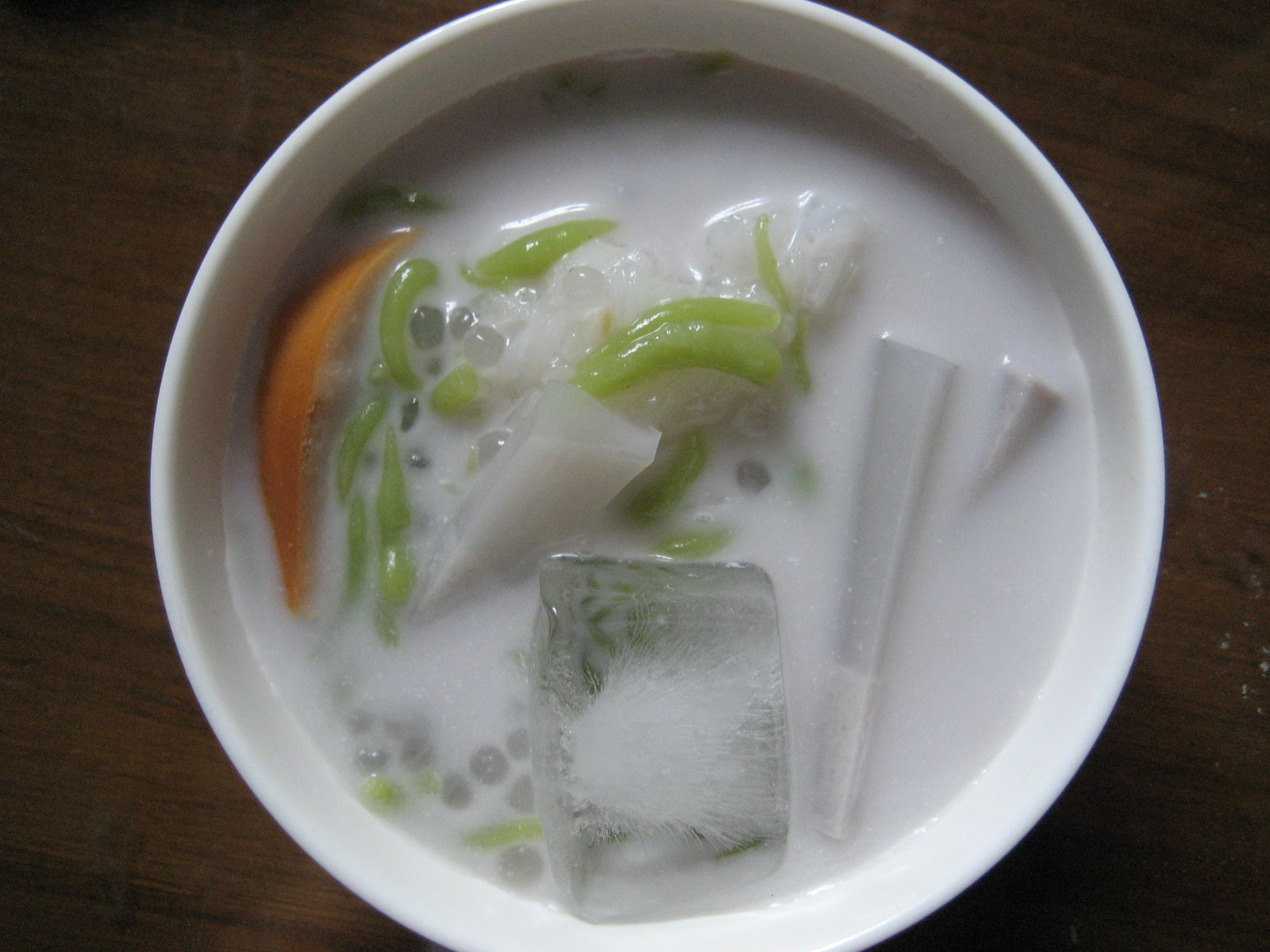
Shwe yin aye là một món tráng miệng phổ biến và tươi mát

- Khauk swè thoke (ခေါက်ဆွဲသုပ် [kʰaʊʔsʰwɛ́ θoʊʔ]), salad mì lúa mì  với tôm khô, bắp cải tước và cà rốt, thêm với lạc rang, nước mắm và chanh
- Kat kyi hnyat (ကပ်ကြေးညှပ် [kaʔdʒíɲ̥aʔ], nghĩa đen là 'cắt với kéo'), một món ven biển phía nam (từ vùng Dawei) từ mì gạo với các loại hải sản, thịt, giá sống, đỗ và trứng rán, có thể so sánh với pad thai
- Let thohk sohn (လက်သုပ်စုံ [lɛʔ θoʊʔsòʊɴ]), giống với htamin thohk với đu đủ xanh tước, cà rốt tước, rêu biển ogonori và thường với mì lúa mì
- Mohinga (မုန့်ဟင်းခါး [mo̰ʊɴhíŋɡá]), món ăn quốc gia không chính thức từ bún trong nước dùng cá với hành tây, tỏi, gừng, xả và thân chuối, dùng với trứng luộc, chả cá (nga hpe) và đồ chiên (akyaw)
- Mont let saung (tiếng Miến Điện: မုန့်လက်ဆောင်း [mo̰unleʔsʰáʊɴ]), chân châu, gạo nếp, dừa nạo và vừng rang với si rô đường thốt nốt trong nước dừa
- Nan gyi thohk (tiếng Miến Điện: နန်းကြီးသုပ် [náɲdʒí θoʊʔ]) hoặc Mont di, thick rice noodle salad with chickpea flour, chicken, fish cake (nga hpe), onions, coriander, spring onions, crushed dried chilli, dressed with fried crispy onion oil, fish sauce and lime
- Ohn-no khao swè (အုန်းနို့ခေါက်ဆွဲ [ʔóunno̰ kʰaʊʔsʰwɛ́]), cà ri gà với mì lúa mì trong nước dùng nước dừa giống với món laska của Malaysia và khao soi của Chiang Mai
- Sanwin makin (ဆနွင်းမကင်း [sʰàɴwɪ́ɴ məkɪ́ɴ]), bánh semolina với nho khô, hạt óc chó và hạt anh túc
- Shwe gyi mohnt (ရွှေကြည်မုန့် [ʃwè dʒì mo̰ʊɴ]), cháo semolina cứng (lúa mì) với hạt anh túc
- Shwe yin aye (ရွှေရင်အေး [ʃwè jɪ̀ɴ ʔé]), thạch rau câu, bột năng và sago trong nước dừa
- Nga thalaut paung, cá nước ngọt hầm giấm, xì dầu, cà chua và xả

### Kiểu Trung Quốc

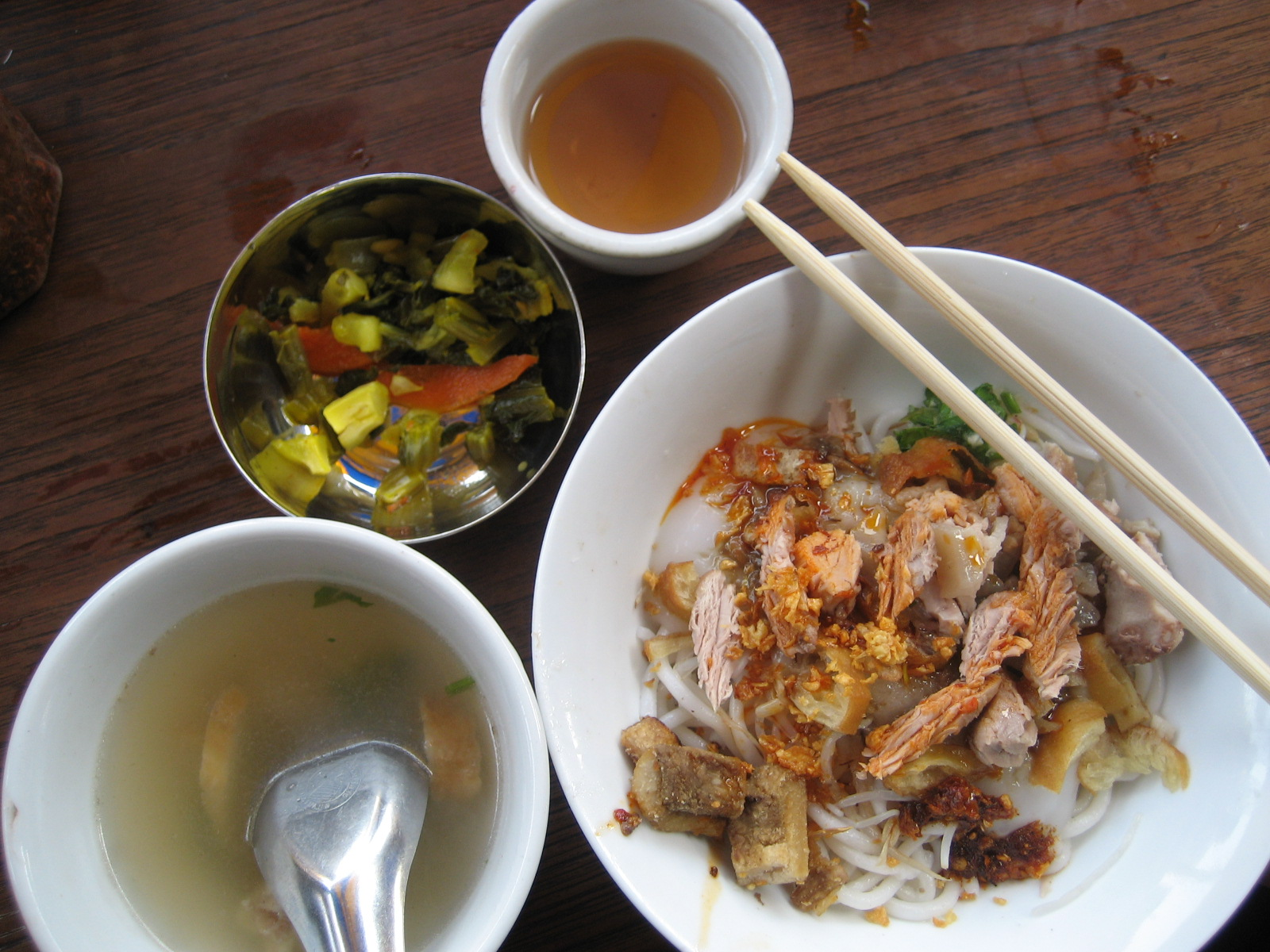
Meeshay của Mandalay

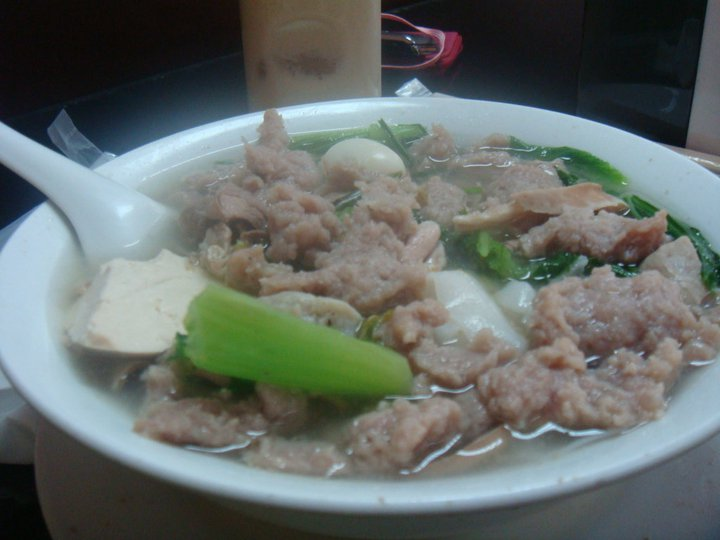
Kyay Oh

- A sein kyaw, bắp cải, súp lơ, cà rốt, đậu đũa, ngô, bột ngô và bột năng, cà chua, nước sốt mực
- Hpet htohk (nghĩa là: lá gói), thịt, bánh đa để gói, gừng, tỏi, tiêu bột và muối. Thường dùng với canh hoặc mì.
- Kyay oh (ကြေးအိုး [tʃé ʔó]), bún nước với lòng lợn và rau
- Htamin jaw (ထမင်းကြော် [tʰəmɪ́ɴ tʃɔ̀]), cơm rang với đậu Hà Lan luộc (pè byouk), món ăn sáng ưa thích của người nghèo, đôi khi với thịt, xúc xích và trứng.
- Kawyei khao swè (ကော်ရည်ခေါက်ဆွဲ [kɔ̀ jè kʰaʊʔ sʰwɛ́]), noodles and curried duck (or pork) in broth with eggs.
- Mi swan (မီဆွမ် [mì sʰwàɴ]), mì gạo rất mềm, được biết đến là Mee suah ở Singapore và Malaysia. Người ta thường dùng nó với nước dùng gà.
- Panthay khao swè (ပန်းသေးခေါက်ဆွဲ [pánθé kʰaʊʔ sʰwɛ́]), mì halal với gà và gia vị, thường được dùng bởi người Trung Quốc Hồi giáo Panthay.
- San byohk (ဆန်ပြုတ် [sʰàmbjoʊʔ]), cháo với cá, gà hoặc vịt phục vụ thương binh.
- Seejet khao swè (ဆီချက်ခေါက်ဆွဲ [sʰìdʒɛʔ kʰaʊʔ sʰwɛ́]), mì lúa mì với vịt hoặc lợn, xào với dầu tỏi, xì dầu và hành lá. Nó đường được coi là 'món ăn nhận dạng' của người Myanmar và người Trung Quốc gốc Myanmar, vì nó không có trong các loại ẩm thực Trung Quốc khác. Kolok mee của Sarawak cũng khá giống.
- Wet Tha Dote Htoe, lòng lợn nấu với xì dầu loãng. Ăn với hành sống và tương ớt.

### Kiểu Môn

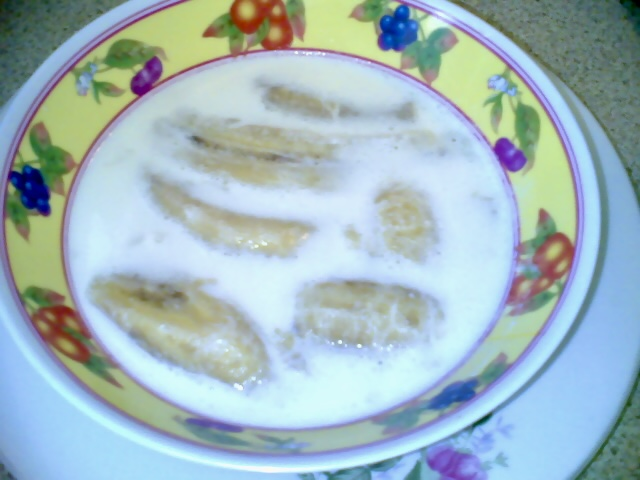
Súp chuối của người Môn

- Thingyan htamin (သင်္ကြန်ထမင်း) - cơm nấu với salad xoài
- Htamane (ထမနဲ) – món tráng miệng làm từ gạo nếp, dừa nạo và lạc
- Banana pudding – món tráng miệng làm từ chuối luộc trong nước cốt dừa và đường
- Mohinga ướt – giống mohinga nhưng bún được dùng ướt
- Mứt sầu riêng – cũng được biết đến là Katut mứt
- Nga baung thohk (ငါးပေါင်းထုပ်) - rau trộn với tôm, cuốn trong lá morinda và lá chuối ở bên ngoài
- Sa-nwin makin (ဆနွင်းမကင်း) – bánh tráng miệng làm từ semolina, đường, bơ, dừa

### Kiểu Rakhine
- Mont di - một món ăn nhanh rẻ và cực kỳ phổ biến trong đó bún được ăn cùng với một số gia vị và canh chế biến từ nga-pi, hoặc một loại salad với cá bột và một số gia vị.
- Kya zan thohk - salad miến với tôm luộc và trứng vị cà ri nghiền và khoai tây.
- Ngapi daung - một loại gia vị cực cây làm từ ngapi giã và ớt xanh
- Khayun thee nga chauk chet - cà tím nấu với ít dầu, với cá khô và ớt
- Nga-pyaw-thi-bohn - chuối nấu trong sữa và dừa, trang trí với mè đen. Nó được ăn làm một món trong bữa chính hoặc món tráng miệng.
- Saw-hlaing mont - một món ngọt được nướng, làm từ kê, nho khô, dừa và bơ
- Sut-hnan - kê nấu trong sữa ngọt với nho khô

## Hình ảnh

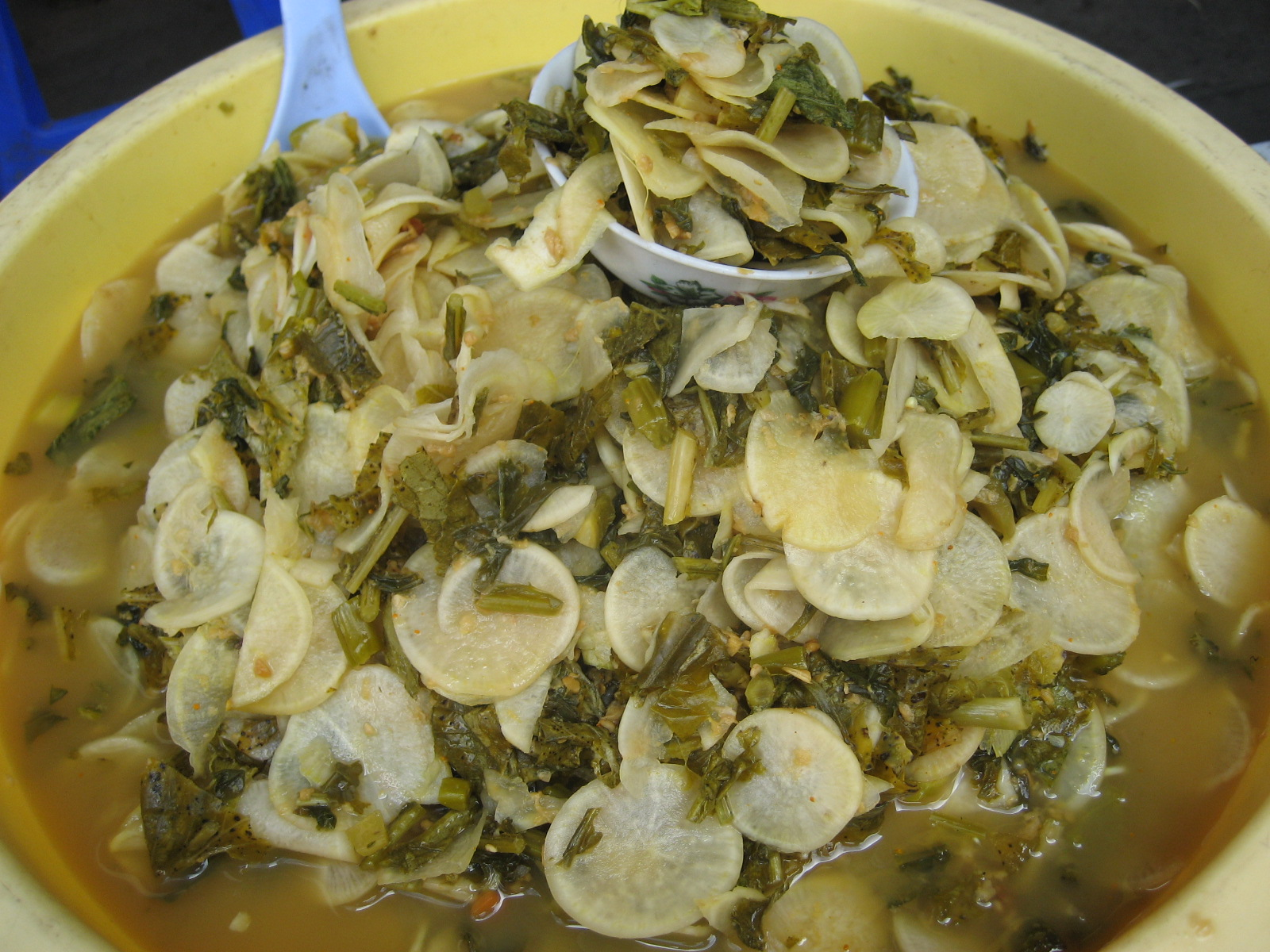
Mohn la jin - củ cải muối
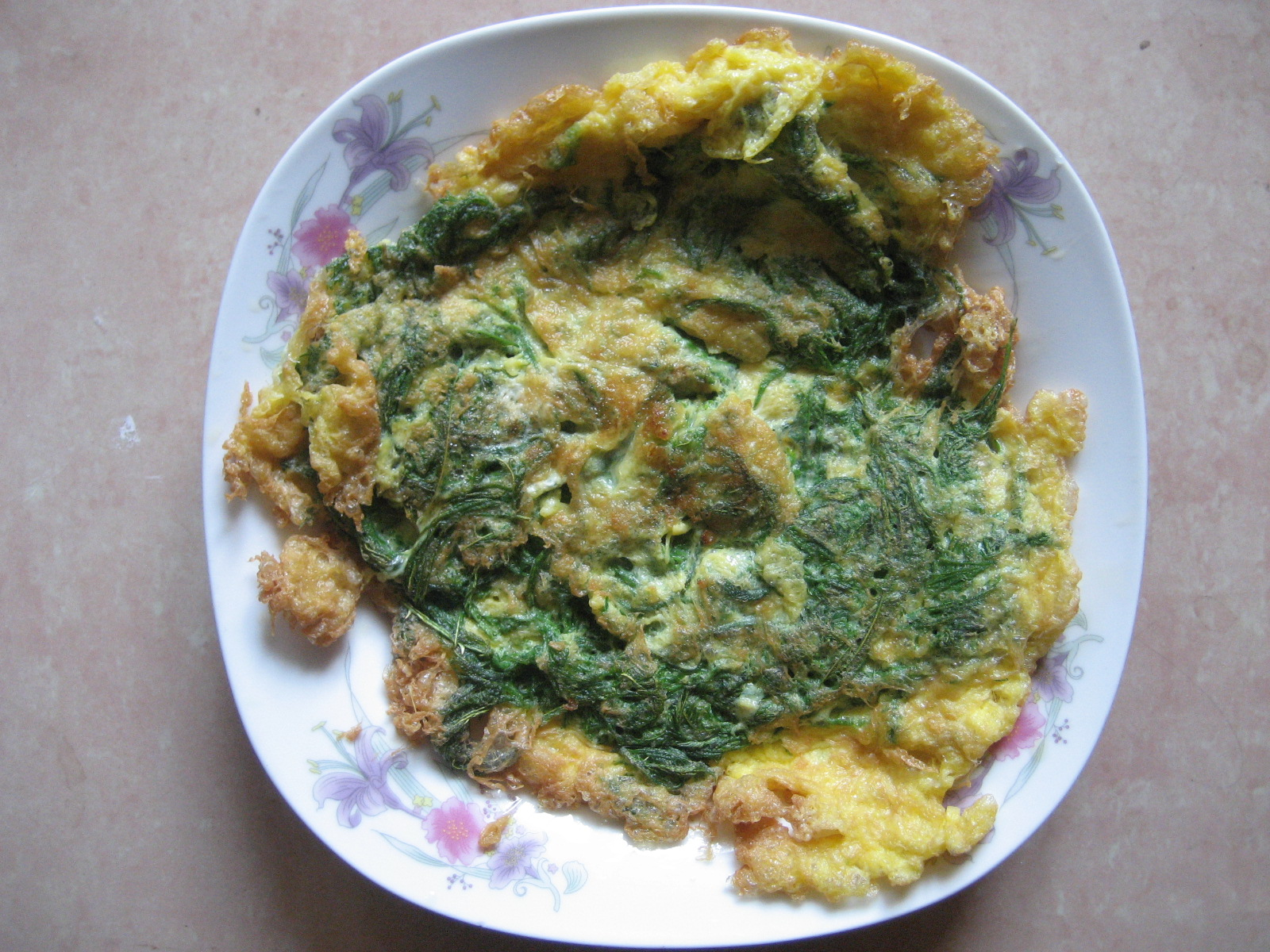
Trứng rán cha-om - một món phổ biến với phụ nữ
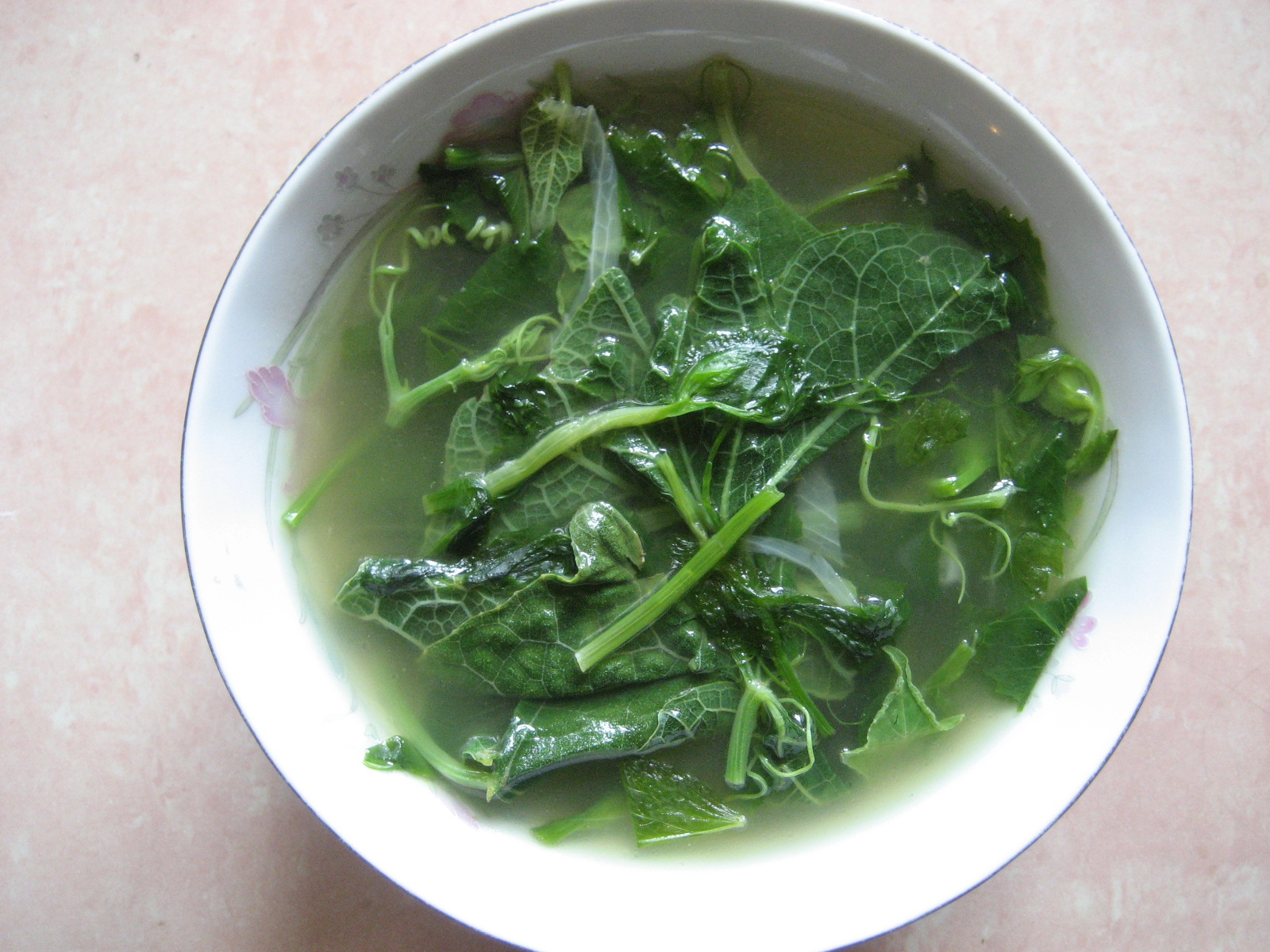
Bu nyunt hinjo - canh rau
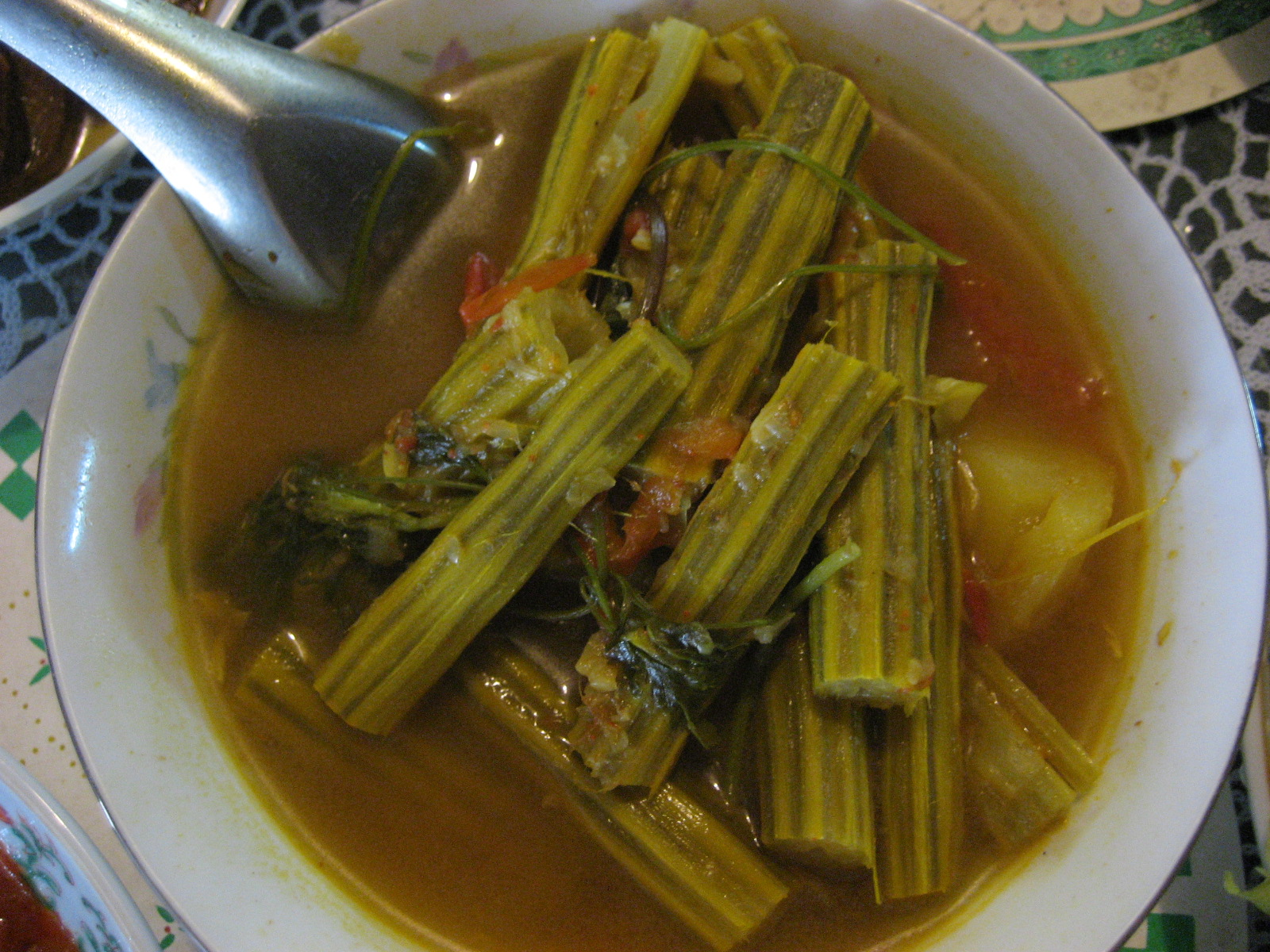
Dunt dalun chin-yay - canh chua
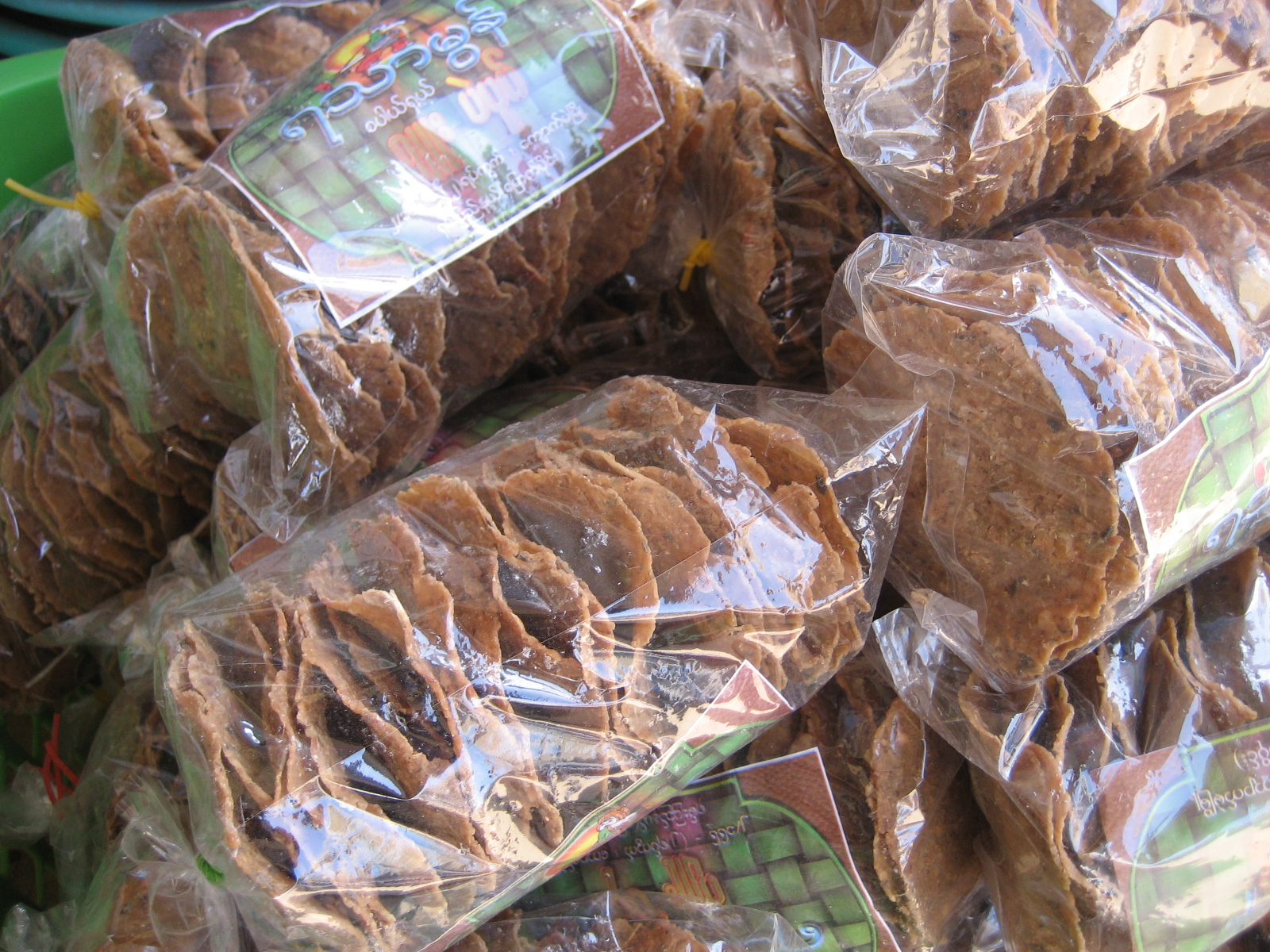
Pè bohk - bánh đậu khô lên men để nướng hoặc rán
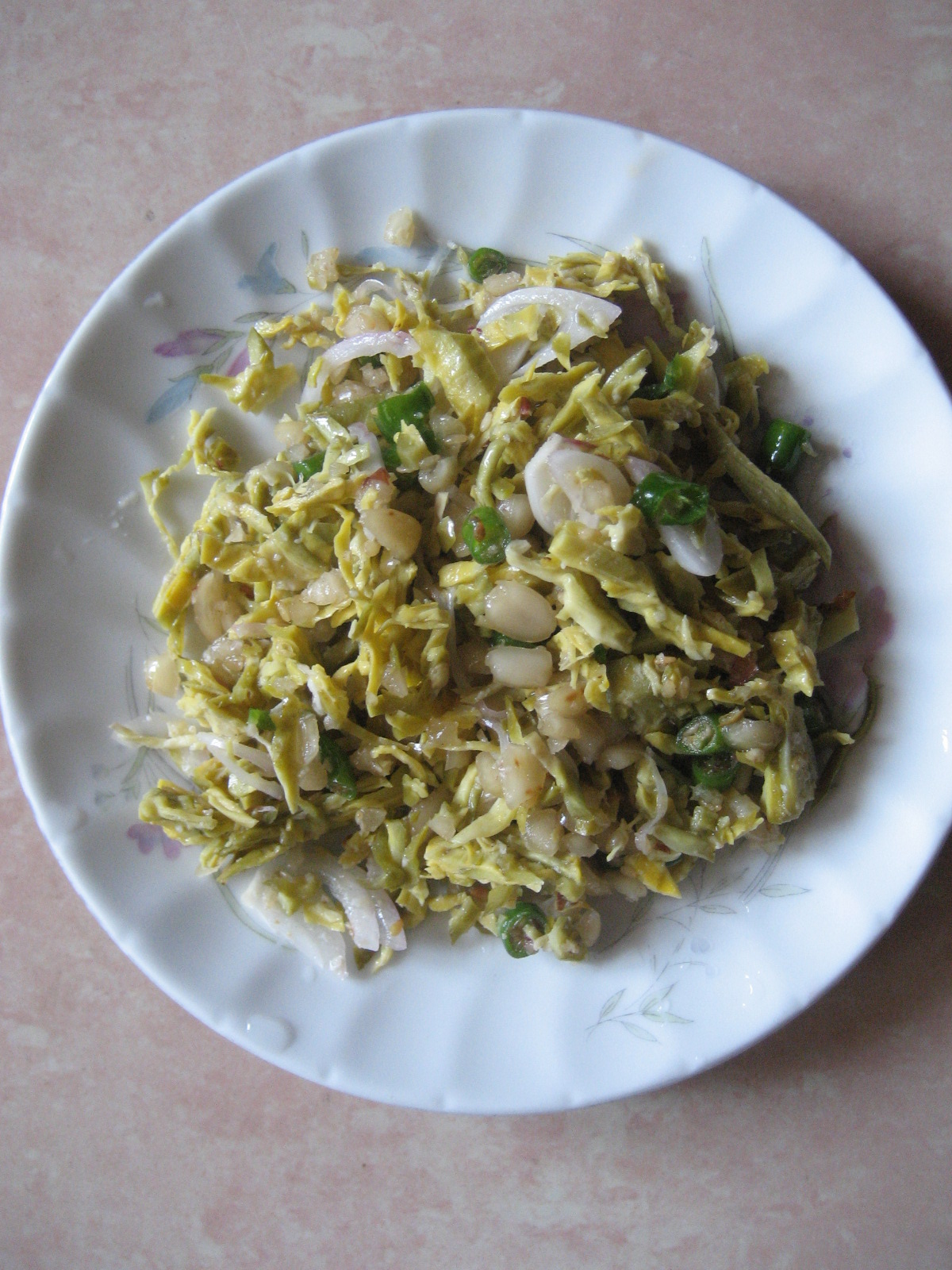
Thayet chin thohk - salad xoài xanh lên men với hành tây, ớt xanh, lạc rang, vừng và dầu lạc
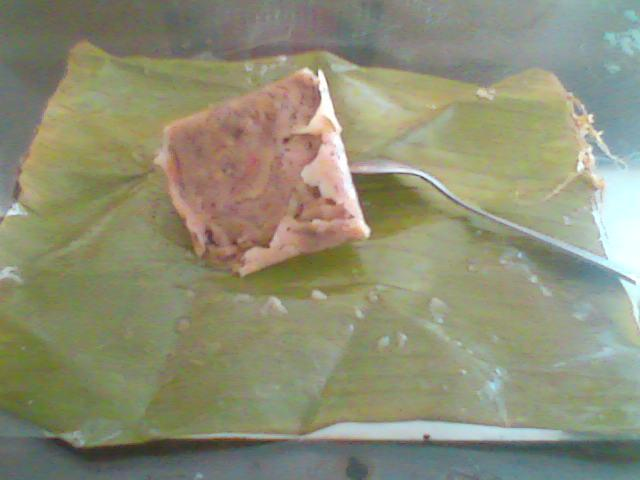
Nga paong thohk